# Соболево (Кимрский район)
Соболево  — деревня в Кимрском районе Тверской области. Входит в состав Фёдоровского сельского поселения.

## География
Находится в юго-восточной части Тверской области на расстоянии приблизительно 8 км на юго-запад по прямой от районного центра города Кимры на левом берегу Волги.

## История
Известна с 1628 года как владение старицкого Успенского монастыря с 5 дворами. В 1678 здесь было уже 5 дворов, в 1781 году — 23. В 1859 году здесь (деревня Корчевского уезда Тверской губернии) было учтено 45 дворов, в 1887 — 29.

## Население
Численность населения: 145 человек (1781 год), 292 (1887), 239 (1859 год), 292 (1887), 8 (русские 97 %) в 2002 году, 17в 2010.